# The Impressions
The Impressions was een populaire Amerikaanse r&b-zanggroep uit Chattanooga, oorspronkelijk opgericht in 1958. Hun repertoire omvat doowop, gospel, soul en r&b. De groep werd geformeerd als The Roosters door Sam Gooden, Richard Brooks en Arthur Brooks, die naar Chicago verhuisden en Jerry Butler en Curtis Mayfield aan hun bezetting toevoegden als Jerry Butler & the Impressions. In 1962 waren Butler en de gebroeders Brooks vertrokken en na de overstap naar ABC-Paramount Records en met Mayfield, Gooden en de teruggekeerde oorspronkelijke Impression Fred Cash werd het collectief een best verkopende soulact. Mayfield verliet de groep voor een solocarrière in 1970, Leroy Hutson, Ralph Johnson, Reggie Torian (geboren Reginald Torian) en Nate Evans (Twinight Records) behoorden tot de vervangers die zich bij Gooden en Cash voegden.
The Impressions werden opgenomen in zowel de Rock and Roll Hall of Fame als de Vocal Group Hall of Fame en hadden een reeks hits in de jaren 1960, waarvan vele sterk beïnvloed waren door gospelmuziek en dienden als inspirerende hymnes voor de Civil Rights Movement. Ze waren ook genomineerden voor de Grammy Hall of Fame in 1998 voor hun hit People Get Ready en winnaars van de Pioneer Award van de Rhythm and Blues Foundation (in 2000). De lange carrière van de groep omvatte meer dan 60 jaar toen ze in 2018 met pensioen gingen.

## Bezetting
- Richard Brooks[6] (tot 1962)
- Arthur Brooks[7] (tot 1962, † 2015)
- Jerry Butler (tot eind 1969)
- Fred Cash[8] (als vervanger voor Butler)
- Sam Gooden[9]
- Leroy Hutson[10] (1970–1973)
- Ralph Johnson[11] (vanaf 1973)
- Curtis Mayfield (tot 1970)
- Reggie Torian[12] (vanaf 1973)
- Nate Evans[13]

## Geschiedenis

### Vroege jaren
Jerry Butler en Curtis Mayfield ontmoetten elkaar terwijl ze zongen in hetzelfde kerkkoor in Chicago. Nadat ze in een aantal lokale gospelgroepen hadden gezongen, sloten ze zich in 1957 aan bij de doowopgroep The Roosters met als leden Sam Gooden, Richard Brooks en zijn broer Arthur Brooks uit Chattanooga. In 1958 hadden The Roosters een nieuwe manager in Eddie Thomas, een platencontract bij Vee-Jay Records en een nieuwe naam: Jerry Butler & the Impressions.
De eerste hit van de groep was For Your Precious Love uit 1958, die nummer 11 in de Amerikaanse hitlijsten en nummer 3 in de r&b-hitlijsten bereikte. Echter, kort na het uitbrengen van de r&b Top 30 hit Come Back My Love verliet Butler de groep om door te gaan met een succesvolle solocarrière. Na een korte tournee als gitarist met Butler, werd Curtis Mayfield de nieuwe leadzanger en songwriter van de groep en Fred Cash werd aangesteld als het nieuwe vijfde lid.

### Sociaal bewustzijn vergroten
Halverwege de jaren 1960 werden The Impressions vergeleken met Motown-acts zoals The Temptations, The Miracles en The Four Tops. Hun single Can't Satisfy uit 1966 werd geacht belangrijke overeenkomsten te vertonen met This Old Heart Of Mine (Is Weak For You) van de Motown-groep The Isley Brothers. Motown werd aangeklaagd en Curtis Mayfield moest de schrijfcredits delen met het songwriting-productieteam Holland-Dozier-Holland en Sylvia Moy voor zijn lied. Can't Satisfy was niettemin een Top 20 r&b-hit voor The Impressions, met een piek op nummer 12 en is sindsdien een northern soul-klassieker geworden. Na Woman's Got Soul uit 1965 en de nummer 7 pophit Amen, slaagden The Impressions er nog drie jaar niet in om de r&b Top 10 te bereiken en scoorden uiteindelijk in 1968 met de #9 I Loved and Lost. We're a Winner, dat datzelfde jaar nummer 1 in de r&b-hitlijsten bereikte, vertegenwoordigde een nieuw niveau van sociaal bewustzijn in de muziek van Mayfield. Mayfield creëerde zijn eigen label Curtom en verplaatste The Impressions naar het label. In de loop van de volgende twee jaar volgden meer Impressions-nummers, waaronder de nr. 1 r&b-hit Choice of Colors (1969) en de nr. 3 r&b-hit Check Out Your Mind (1970).
The Impressions hadden een opmerkelijke invloed op Bob Marley & the Wailers en andere ska/rocksteady-bands en zangers in Jamaica: de Wailers inspireerden hun zang-/harmoniestijl op hen. Er zijn veel covers van Impressions-nummers van de Wailers, waaronder Keep On Moving, Long Long Winter en Just Another Dance. Bob Marley probeerde ook de tekst van het Impressions-nummer People, Get Ready voor zijn nummer One Love/People Get Ready. The Wailers hadden het meerdere malen opgenomen voordat het in 1984 als single werd uitgebracht. Oorspronkelijke opnamen van het nummer geven geen vermeldingen aan Mayfields nummer en zijn eenvoudigweg vermeld als One Love (omdat de auteursrechtwet destijds niet werd afgedwongen voor Jamaicaanse opnamen), maar de versie voor hun album Exodus uit 1977 (en 1984 single) is getiteld One Love/People Get Ready en vermeldt Mayfield, waardoor zowel Marley als Mayfield co-auteurschapscredits hebben. Daarnaast coverde Pat Kelly Soulful Love en The Heptones coverde I've Been Trying en Choice of Color.

### Na het vertrek van Mayfield
Na het uitbrengen van de lp Check Out Your Mind in 1970, verliet Mayfield de groep en begon een succesvolle solocarrière, met als hoogtepunt het schrijven en produceren van de Super Fly-soundtrack, gevolgd door het samenwerken aan de soundtracks van Claudine, Sparkle en A Piece of the Action. Hij bleef schrijven en produceren voor The Impressions, die bij Curtom bleven. Leroy Hutson was de eerste nieuwe zanger van de groep na het vertrek van Mayfield, maar het succes ontging The Impressions en Hutson verliet de groep in 1973. Jon French was de drummer van de tourneeband die door de Verenigde Staten en Europa speelde. Hij is ook te horen op de opname van Freddie's Dead.

### Latere jaren, prijzen en onderscheidingen
De nieuwe leden Ralph Johnson en Reggie Torian vervingen Hutson en The Impressions hadden drie r&b Top 5-singles in 1974-1975: de nummer 1 Finally Got Myself Together (I'm a Changed Man) (die zich ook plaatste in de pop top 20) en de nummer 3-singles Same Thing it Took en Sooner or Later. In 1975 hadden The Impressions hun enige Britse hit, toen First Impressions nummer 16 bereikte in de Britse singlehitlijst. In 1976 verlieten The Impressions Curtom en Mayfield voor Cotillion Records en hadden hun laatste grote hit met Loving Power. In hetzelfde jaar werd Ralph Johnson vervangen door Nate Evans, die drie jaar bij de groep bleef, gedurende welke tijd The Impressions overstapten naar 20th Century Records. De verkoop van singles en albums bleef teruglopen en Evans vertrok in 1979, waardoor de groep werd teruggebracht tot een trio. Evans kwam tijdelijk terug voor het album Fan the Fire, uitgebracht in 1981.
Reggie Torian vertrok in 1983. Ralph Johnson voegde zich dat jaar weer bij de groep, evenals nieuw lid Vandy Hampton. Deze bezetting nam op met Eric Clapton op zijn album Reptile.
The Impressions werden in 1991 opgenomen in de Rock and Roll Hall of Fame en in 2003 in de Vocal Group Hall of Fame. De leden die werden ingewijd in de Rock and Roll Hall of Fame, waren de oorspronkelijke Roosters/Impressions-bezetting Sam Gooden, Jerry Butler, Richard Brooks, Curtis Mayfield, Arthur Brooks en Fred Cash.
Mayfield was vanaf zijn nek verlamd nadat verlichtingsapparatuur op hem viel tijdens een liveoptreden in Wingate Field in Flatbush, Brooklyn op 13 augustus 1990. Desondanks zette hij zijn carrière als artiest voort en bracht hij in 1997 zijn laatste album New World Order uit. Mayfield won een Grammy Legend Award in 1994 en een Grammy Lifetime Achievement Award in 1995 en was een dubbele inductee in de Rock and Roll Hall of Fame als lid van The Impressions in 1991 en opnieuw in 1999 als soloartiest. Hij was ook tweevoudig Grammy Hall of Fame-inductee.
Johnson vertrok in 2001 en werd vervangen door Willie Kitchens. Deze bezetting was te zien tijdens de PBS-specials r&b 40 en Soul and Inspiration. Hampton werd uitgebracht in 2003 en overleed in 2005. Reggie Torian keerde later terug, ter vervanging van Kitchens. The Impressions namen in 2000 een tributealbum op voor Curtis Mayfield, dat werd uitgebracht door Edel America. In 2008 bracht Universal Music & Hip O Records Movin' On Up uit, de allereerste videocompilatie van The Impressions met gloednieuwe interviews met de oorspronkelijke Impressions-leden Sam Gooden en Fred Cash, samen met opgenomen interviews met de inmiddels overleden Curtis Mayfield en video-uitvoeringen van de grootste hits van de groep en een aantal solohits van Mayfield. De eerste miljoenenseller-hit For Your Precious Love, met de oorspronkelijke leadzanger Jerry Butler,  plaatste zich op nummer 327 en hun hit People Get Ready op nummer 24 in de Rolling Stone-lijst van het Rolling Stone's 500 beste nummers aller tijden. Ook het album/cd The Anthology 1961-1977 van The Impressions staat op nummer 179 in de Rolling Stone-lijst van The 500 Greatest Albums of All Time van het tijdschrift Rolling Stone.
People Get Ready is ook gekozen als een van de Top 10 Best Songs Of All Time door een panel van 20 top-songwriters en producenten, waaronder Paul McCartney, Brian Wilson, Hal David en anderen, zoals gerapporteerd aan de Britse tijdschrift Mojo Music.

### Heropkomst
In 2011 begonnen The Impressions een samenwerking met de in Duitsland geboren DJ Pari van de Soulpower-organisatie, die hun carrière leidde tot hun pensionering in 2018. Ze vertrokken naar Engeland voor hun allereerste openbare optreden in het Barbican Centre in Londen en de Bridgewater Hall in Manchester, gevolgd door een reis naar Madrid in 2012. In juli 2012 traden ze op tijdens het officiële Curtis Mayfield 70th Birthday Tribute Concert in de Avery Fisher Hall in New York. In juli 2013 brachten de Impressions Rhythm! uit, hun eerste single in meer dan dertig jaar bij Daptone Records. De 7" plaat bevatte de oorspronkelijke leden Fred Cash, Sam Gooden en Reggie Torian en werd geproduceerd door Binky Griptite, gitarist van de Dap-Kings. Rhythm! werd oorspronkelijk geschreven door Curtis Mayfield in het midden van de jaren 1960 (en opgenomen door Major Lance) De B-kant Star Bright is geschreven door Binky Griptite.
In augustus 2013 diende Leroy Hutson, voormalig lid van Impressions, een klacht in tegen Young Jeezy en anderen, waarin werd beweerd dat het nummer Time van Young Jeezy op ongepaste wijze het instrumentale deel van Getting it On van The Impressions bevatte, dat in 1973 bij het United States Copyright Office was geregistreerd.
In 2015 trad de 30-jarige Jermaine Purifory, een deelnemer aan American Idol en voormalig sessiezanger van het muzikale comedy-drama Glee, toe tot The Impressions als hun nieuwe zanger. Purifory trad op met de groep tot hun pensionering in 2018.
In september 2018 begonnen The Impressions aan hun allereerste Japanse tournee, wat ook hun afscheidstournee was in hun 60-jarig jubileum. The Impressions voerden zes shows uit in de Billboard Live-locaties in Tokio en Osaka.
The Impressions behoorden tot honderden kunstenaars wiens materiaal werd vernietigd in de Universele brand van 2008.

## Overlijden
Curtis Mayfield overleed in 1999 op 57-jarige leeftijd aan complicaties van diabetes type 2 op 57-jarige leeftijd.
Arthur Brooks overleed op 22 november 2015 op 82-jarige leeftijd.
Reggie Torian overleed op 4 mei 2016 op 65-jarige leeftijd aan een hartaanval.
Ralph Johnson (geboren op 6 oktober 1949 in Greenville) overleed in Piedmont op 4 december 2016 op 67-jarige leeftijd.

## Onderscheidingen
In 1991 werd de groep opgenomen in de Rock and Roll Hall of Fame en in 2003 in de Vocal Group Hall of Fame.

## Discografie

### Singles
- 1958: Come Back My Love (Jerry Butler & the Impressions)
- 1958: For Your Precious Love (Jerry Butler & the Impressions)
- 1958: The Gift of Love
- 1959: Listen
- 1959: Lovely One
- 1960: That You Love Me
- 1961: Don't Leave Me
- 1961: Gypsy Woman
- 1962: Can't You See
- 1962: Grow Closer Together
- 1962: Little Young Lover
- 1962: Minstrel and Queen
- 1962: Senorita I Love You
- 1963: I'm the One Who Loves You
- 1963: It's All Right
- 1963: Sad, Sad Girl and Boy
- 1964: Amen (Theme from Lillies of the Field)
- 1964: Girl You Don't Know Me
- 1964: I'm so Proud
- 1964: Keep On Pushing
- 1964: Talking About My Baby
- 1964: The Never Ending Impressions
- 1964: You Must Believe Me
- 1965: Greatest Hits
- 1965: I Need You
- 1965: I've Been Trying (B-kant van People Get Ready)
- 1965: Just One Kiss from You
- 1965: Long, Long Winter (B-kant van Amen)
- 1965: Meeting over Yonder
- 1965: Never Could You Be (B-kant van I Need You)
- 1965: People Get Ready
- 1965: Say That You Love Me
- 1965: Woman's Got Soul
- 1965: You've Been Cheatin'
- 1966: Can't Satisfy
- 1966: Love's a Comin'
- 1966: Ridin' High
- 1966: Since I Lost the One I Love
- 1966: Too Slow
- 1967: I Can't Stay Away from You
- 1967: We're a Winner
- 1967: You Always Hurt Me
- 1967: You’ve Got Me Runnin'
- 1968: Don't Cry My Love
- 1968: Fool for You
- 1968: I Loved and I Lost
- 1968: This Is My Country
- 1968: We're Rolling On
- 1969: Choice of Colors
- 1969: East of Java
- 1969: My Deceiving Heart
- 1969: Say You Love Me
- 1969: Seven Years
- 1970: (Baby) Turn On to Me
- 1970: Amen (B-kant van Wherever She Leadeth Me)
- 1970: Check Out Your Mind
- 1970: Wherever She Leadeth Me
- 1971: Ain't Got Time
- 1971: Inner City Blues (Make Me Wanna Holler)
- 1971: Love Me
- 1972: I Need to Belong to Someone
- 1972: Our Love Goes On and On
- 1972: This Loves for Real
- 1973: If It's in You to Do Wrong
- 1973: Preacher Man
- 1973: Thin Line
- 1974: Finally Got Myself Together
- 1974: Something's Mighty, Mighty Wrong
- 1975: Loving Power
- 1975: Same Thing It Took
- 1975: Sooner or Later
- 1976: I Saw Momm Kissing Santa Claus
- 1976: Sunshine (feat. Ralph Johnson)
- 1976: This Time
- 1977: Can't Get Along
- 1977: You'll Never Find
- 1979: Maybe I'm Mistaken
- 1979: Sorry
- 1981: For Your Precious Love (nieuwe versie)
- 1987: Can't Wait 'Til Tomorrow
- 1989: Something Said Love
- 2013: Rhythm!

### Albums
ABC Paramount
- 1963: For Your Precious Love … (met Jerry Butler)
- 1963:	The Impressions
- 1964:	The Never Ending Impressions
- 1964:	Keep On Pushing
- 1965: The Impressions with Jerry Butler and Betty Everett (met Jerry Butler en Betty Everett; Design Records)
- 1965:	People Get Ready
- 1965:	One by One
- 1966:	Ridin' High

ABC Records
- 1967:	The Fabulous Impressions
- 1968:	We're a Winner
- 1969: The Versatile Impressions

Curtom Records
- 1968:	This Is My Country
- 1969:	The Young Mods' Forgotten Story
- 1970:	Check Out Your Mind!
- 1972:	Times Have Changed
- 1973:	Preacher Man
- 1974:	Finally Got Myself Together
- 1974:	Three the Hard Way
- 1975:	First Impressions
- 1976:	Loving Power

Cotillion Records
- 1976: It's About Time

Chi Sound Records/20th Century Fox Records
- 1979: Come to My Party
- 1981: Fan the Fire

### Compilaties
- 1965:	The Impressions Greatest Hits / Big Sixteen (VK) (ABC-Paramount)
- 1968: The Best of the Impressions (ABC Records)
- 1968: Winners
- 1968: Soul Impressions
- 1968: Big Sixteen Vol. 2
- 1970:	The Best Impressions … Curtis, Sam & Fred (Curtom Records)
- 1971:	16 Greatest Hits (ABC Records)
- 1972: The Best of Jerry Butler and the Impressions
- 1973: The Best of Curtis Mayfield with the Impressions
- 1973: Curtis Mayfield: His Early Years with the Impressions (dubbelalbum) (ABC Records)
- 1974: Chart Busters!
- 1976: The ABC Collection
- 1977:	The Vintage Years feat. Jerry Butler en Curtis Mayfield (dubbelalbum) (Sire Records)
- 1978: Their Greatest Recordings
- 1978: Impressions
- 1982: Greatest Hits
- 1983: Right on Time
- 1987: For Your Precious Love
- 1989: Lasting Impressions
- 1989: Definitive Impressions
- 1992: The Anthology 1961–1977 (2 cd's)
- 1994: All the Best
- 1995: It's All Right
- 1996: Further Impressions
- 1996: Changing Impressions (2 çd's)
- 1997: The Very Best of the Impresions
- 1997: People Get Ready: The Best of the Impressions, 1961–68
- 1998: The Greatest Hits
- 1998: Check Out, a Collection: 1968–1981
- 1999: ABC Rarities
- 1999: Indelible Impressions: The Curtom Anthology 1968–76 (2 cd's)
- 2000: The Best of Curtis Mayfield & the Impressions
- 2001: Ultimate Collection
- 2003: Classic
- 2006: Soul Legends
- 2008: People Get Ready: 21 Greatest Hits
- 2009: Complete A and B Sides 1961–1968 (2 cd's)
- 2012: He Will Break Your Heart (Jerry Butler & the Impressions)
- 2013: People Get Ready: The Best of Curtis Mayfield's Impressions (2 cd's)